# Кулик Сергій Григорович
Сергі́й Григо́рович Кули́к (4 вересня 1967, с. Верещиця Яворівського району Львівської області — 3 березня 2022) — штаб-сержант Збройних сил України, учасник російсько-української війни, що загинув під час російського вторгнення в Україну 2022 року, Герой України з удостоєнням ордена «Золота Зірка» (2022, посмертно).

## Життєпис
Народився 4 вересня 1967 року в селі Верещиця Яворівського району Львівської області. Після закінчення 1994 року Кам'янець-Подільського державного педагогічного інституту ім. В. П. Затонського вчителював на рідній Яворівщині. Проживав у сусідньому селі Старичі.
У вересні 2014 року добровільно вступив до лав Збройних Сил України і у складі спочатку 24-ї окремої механізованої бригади (з листопада 2014 року по червень 2015 року), а згодом 54-ї окремої механізованої бригади (з лютого 2016 року по грудень 2016 року) брав участь у Антитерористичній операції на території Донецької та Луганської областей.
Згодом проходив службу в Міжнародному центрі миротворчості та безпеки Національної академії сухопутних військ імені гетьмана Петра Сагайдачного.
Коли 24 лютого російський агресор підступно напав на Україну, штаб-сержант Сергій Кулик одразу долучився до захисту Гостомеля.
3 березня, під час визволення міста від російських військ, він, кулеметник взводу, у складі батальйонної тактичної групи вступив у бій з противником, який атакував місто десятьма бойовими машинами десанту та приблизно сотнею піхотинців. Під час бою штаб-сержант зазнав кульових поранень, проте й далі прикривав вогнем передислокування бійців. Однак невдовзі серце пораненого таки припинило битись…
Своїми рішучими діями Сергій Кулик забезпечив виконання поставлених перед особовим складом завдань, не допустив проникнення диверсійно-розвідувальних груп, а ціною власного життя зберіг підлеглий особовий склад.
Указом Президента України за особисту мужність і героїзм, виявлені у захисті державного суверенітету та територіальної цілісності України, вірність Військовій присязі штаб-сержанту Сергію Кулику присвоєно звання «Герой України» (посмертно).
Похований 14 березня 2022 року в Старичах. 28 червня 2023 року в День Конституції України, президент України Володимир Зеленський передав орден «Золота Зірка» членам родини загиблого Героя України.

## Нагорода
- звання Герой України з удостоєнням ордена «Золота Зірка» (2022, посмертно) — за особисту мужність і героїзм, виявлені у захисті державного суверенітету та територіальної цілісності України, вірність військовій присязі.